# Kosarzew Górny (gromada)
Kosarzew Górny – dawna gromada, czyli najmniejsza jednostka podziału terytorialnego Polskiej Rzeczypospolitej Ludowej w latach 1954–1972.
Gromady, z gromadzkimi radami narodowymi (GRN) jako organami władzy najniższego stopnia na wsi, funkcjonowały od reformy reorganizującej administrację wiejską przeprowadzonej jesienią 1954 do momentu ich zniesienia z dniem 1 stycznia 1973, tym samym wypierając organizację gminną w latach 1954–1972.
Gromadę Kosarzew Górny z siedzibą GRN w Kosarzewie Górnym utworzono – jako jedną z 8759 gromad na obszarze Polski – w powiecie lubelskim w woj. lubelskim na mocy uchwały nr 12 WRN w Lublinie z dnia 5 października 1954. W skład jednostki weszły obszary dotychczasowych gromad Kosarzew Górny wieś, Kosarzew Dolny wieś (bez miejscowości Biesiadki i Romanów), Kosarzew Dolny kol., Stróża Kosarzewska i Urszulin, ponadto miejscowość Kosarzew Górny kol. z dotychczasowej gromady Kosarzew Górny kol. oraz miejscowość Teklin wieś z dotychczasowej gromady Teklin – ze zniesionej gminy Krzczonów w tymże powiecie. Dla gromady ustalono 24 członków gromadzkiej rady narodowej.
1 stycznia 1956 gromada weszła w skład nowo utworzonego powiatu bychawskiego w tymże województwie.
Gromada przetrwała do końca 1972 roku, czyli do kolejnej reformy gminnej.